# Sankt Sigfrids församling
Sankt Sigfrids församling var en församling som tillhörde Södra Möre kontrakt i Växjö stift inom Svenska kyrkan i Nybro kommun. Församlingen slogs 1 januari 2006 samman med Nybro församling och därmed bildades Nybro-S:t Sigfrids församling. Församlingens namn syftar på helgonet Sankt Sigfrid.
Församlingskyrka var Sankt Sigfrids kyrka.

## Administrativ historik
Församlingen hette tidigare Kumlamads kapellag, där detta kapell plundrades redan 1548. Den kom också att kallas Ljungby kapell. Den 25 september 1856 utbruten som annexförsamling till Ljungby församling. Församlingen bildade pastorat med Ljungby församling till 1977, då den istället bildade pastorat med Nybro församling. 1 januari 2006 uppgick församlingen i Nybro-S:t Sigfrids församling.